# Best of the Super Juniors
Best of the Super Juniors (muitas vezes abreviado para BOSJ) é um  torneio anual de luta profissional organizado pela New Japan Pro Wrestling (NJPW), tipicamente em maio ou junho. Originalmente conhecido como Top of the Super Juniors, o primeiro torneio aconteceu em 1988 com os torneios anuais ocorrendo desde 1991. Os lutadores do torneio são tipicamente da divisão junior heavyweight de todas as promoções do mundo. NJPW organizou 28 torneios Super Juniors. Dois lutadores venceram o torneio três vezes, Jyushin Thunder Liger e Koji Kanemoto, enquanto apenas um lutador venceu o torneio em dois anos consecutivos, com Tiger Mask IV vencendo o torneio em 2004 e 2005. Kanemoto detém o recorde de mais finais, tendo lutado oito finais de 1997 a 2009. Liger foi o que mais participou do torneio, tendo ficado de fora apenas das edições de 1995 e 2000. Sua participação no torneio de 2017 marcou sua vigésima sexta e última participação no Super Junior.

## História e formato
O torneio foi formado em 1988 pela NJPW. Foi originalmente chamado de Top of the Super Juniors. O torneio aconteceu no estilo round-robin onde o lutador marca pontos. O vencedor, destacando que eles ainda não são o campeão, recebe uma oportunidade de lutar pelo IWGP Junior Heavyweight Championship rapidamente após o torneio acabar. Desde 2010, a luta pelo título ocorre no evento que acontece em junho/julho Dominion.
Em 1994, foi renomeado Best of the Super Juniors. Desde 1996 é dividido em um sistema com dois blocos usado em muitos outros torneios puroresu. Nesse formato, os dois melhores marcadores em seus bloco avançam para a semifinal, onde ocorre a tradicional eliminação do perdedor. Durante a parte do round-robin, uma vitória vale dois pontos, um empate vale apenas um e uma perda zero; Todas as lutas têm um limite de tempo de 30 minutos, (antigamente 20 minutos).

## Vencedores do torneio
| Torneio    | Ano  | Vencedor              | Total de conquistas | Referência   |
| ---------- | ---- | --------------------- | ------------------- | ------------ |
| TOSJ 1988  | 1988 | Shiro Koshinaka       | 1                   | [ 2 ] [ 3 ]  |
| TOSJ 1991  | 1991 | Norio Honaga          | 1                   | [ 2 ] [ 4 ]  |
| TOSJ 1992  | 1992 | Jyushin Thunder Liger | 1                   | [ 2 ] [ 5 ]  |
| TOSJ 1993  | 1993 | Pegasus Kid           | 1                   | [ 2 ] [ 6 ]  |
| BOSJ I     | 1994 | Jyushin Thunder Liger | 2                   | [ 2 ] [ 7 ]  |
| BOSJ II    | 1995 | Wild Pegasus          | 2                   | [ 2 ] [ 8 ]  |
| BOSJ III   | 1996 | Black Tiger II        | 1                   | [ 2 ] [ 9 ]  |
| BOSJ IV    | 1997 | El Samurai            | 1                   | [ 2 ] [ 10 ] |
| BOSJ V     | 1998 | Koji Kanemoto         | 1                   | [ 2 ] [ 11 ] |
| BOSJ VI    | 1999 | Kendo Kashin          | 1                   | [ 2 ] [ 12 ] |
| BOSJ VII   | 2000 | Tatsuhito Takaiwa     | 1                   | [ 13 ]       |
| BOSJ VIII  | 2001 | Jyushin Thunder Liger | 3                   | [ 14 ]       |
| BOSJ IX    | 2002 | Koji Kanemoto         | 2                   | [ 15 ]       |
| BOSJ X     | 2003 | Masahito Kakihara     | 1                   | [ 16 ]       |
| BOSJ XI    | 2004 | Tiger Mask IV         | 1                   | [ 17 ]       |
| BOSJ XII   | 2005 | Tiger Mask IV         | 2                   | [ 18 ]       |
| BOSJ XIII  | 2006 | Minoru                | 1                   | [ 19 ]       |
| BOSJ XIV   | 2007 | Milano Collection AT  | 1                   | [ 20 ]       |
| BOSJ XV    | 2008 | Wataru Inoue          | 1                   | [ 21 ]       |
| BOSJ XVI   | 2009 | Koji Kanemoto         | 3                   | [ 22 ]       |
| BOSJ XVII  | 2010 | Prince Devitt         | 1                   | [ 23 ]       |
| BOSJ XVIII | 2011 | Kota Ibushi           | 1                   | [ 24 ]       |
| BOSJ XIX   | 2012 | Ryusuke Taguchi       | 1                   | [ 25 ]       |
| BOSJ XX    | 2013 | Prince Devitt         | 2                   | [ 26 ]       |
| BOSJ XXI   | 2014 | Ricochet              | 1                   | [ 27 ]       |
| BOSJ XXII  | 2015 | Kushida               | 1                   | [ 28 ]       |
| BOSJ XXIII | 2016 | Will Ospreay          | 1                   | [ 29 ]       |
| BOSJ 24    | 2017 | Kushida               | 2                   | [ 30 ]       |

## 1988
O Top of the Super Juniors de 1988 contou com 12 lutadores participando do torneio que ocorreu de 4 de janeiro a 7 de fevereiro. O sistema de pontos nesse tempo era diferente do de hoje, embora não esteja exatamente claro. Os dois lutadores com mais pontos no final do torneio, Shiro Koshinaka e Hiroshi Hase, se enfrentaram em uma luta individual para determinar o vencedor. O vencedor, Koshinaka, conquistou o Junior Heavyweight Championship de Owen Hart em 24 de junho de 1988, depois de não ter ganho o título de Hiroshi Hase duas vezes em 19 de março e 8 de maio.
| Lutador           | Pontos |
| ----------------- | ------ |
| Shiro Koshinaka   | 41     |
| Hiroshi Hase      | 41     |
| Nobuhiko Takada   | 40     |
| Owen Hart         | 39     |
| Kazuo Yamazaki    | 38     |
| Keiichi Yamada    | 31     |
| Kuniaki Kobayashi | 24     |
| Hiro Saito        | 24     |
| Tony St. Clair    | 14     |
| Tatsutoshi Goto   | 9      |
| Masakatsu Funaki  | 8      |
| Norio Honaga      | 0      |

|  | Final |                 |       |
|  |       |                 |       |
|  | 1     | Shiro Koshinaka | Pin   |
|  | 2     | Hiroshi Hase    | 16:43 |

## 1991
O Top of the Super Juniors de 1991 contou com sete lutadores participando do torneio que ocorreu de 15 a 30 de abril, e foi o primeiro á utilizar o sistema moderno de pontos. Antes do torneio, o então detentor do Junior Heavyweight Championship, Jyushin Thunder Liger, deixou o título vago, fazendo com que o vencedor do Top of the Super Juniors de 1991 se tornasse também o campeão; com a vitória sobre Liger na final, Norio Honaga venceu o torneio que conquistou também o título.
| Lutador               | Pontos |
| --------------------- | ------ |
| Norio Honaga          | 8      |
| Jyushin Thunder Liger | 8      |
| Pegasus Kid           | 8      |
| Negro Casas           | 8      |
| Owen Hart             | 6      |
| David Finlay          | 4      |
| Flyin' Scorpio        | 0      |

|  | Semifinais | Semifinais            | Semifinais |                       |              | Final | Final | Final |  |
|  |            |                       |            |                       |              |       |       |       |  |
|  | 1          | Norio Honaga          | Pin        |                       |              |       |       |       |  |
|  | 1          | Norio Honaga          | Pin        |                       |              |       |       |       |  |
|  | 3          | Pegasus Kid           |            |                       |              |       |       |       |  |
|  | 3          | Pegasus Kid           |            | 1                     | Norio Honaga | Pin   |       |       |  |
|  |            |                       |            | 1                     | Norio Honaga | Pin   |       |       |  |
|  |            |                       | 2          | Jyushin Thunder Liger | 21:54        |       |       |       |  |
|  | 2          | Jyushin Thunder Liger | 2          | Jyushin Thunder Liger | 21:54        | Pin   |       |       |  |
|  | 2          | Jyushin Thunder Liger |            |                       |              |       |       |       |  |
|  | 4          | Negro Casas           |            |                       |              |       |       |       |  |

## 1992
O Top of the Super Juniors de 1992 contou com nove lutadores participando do torneio, que ocorreu de 16 a 30 de abril. O vencedor, Jyushin Thunder Liger, se tornou o primeiro homem á vencer o torneio enquanto era o detentor do IWGP Junior Heavyweight Championship.
| Lutador               | Pontos |
| --------------------- | ------ |
| El Samurai            | 14     |
| Jyushin Thunder Liger | 12     |
| Norio Honaga          | 12     |
| Negro Casas           | 10     |
| Pegasus Kid           | 10     |
| David Finlay          | 6      |
| Eddie Guerrero        | 4      |
| Flyin' Scorpio        | 2      |
| Koji Kanemoto         | 2      |

|  | Semifinal | Semifinal             | Semifinal |  |  | Final | Final                 | Final |
|  |           |                       |           |  |  |       |                       |       |
|  |           |                       |           |  |  | 1     | El Samurai            | Pin   |
|  | 2         | Jyushin Thunder Liger | Pin       |  |  | 2     | Jyushin Thunder Liger | 21:15 |
|  | 3         | Norio Honaga          |           |  |  |       |                       |       |

## 1993
O Top of the Super Juniors de 1993 contou com 11 lutadores participando do torneio, que ocorreu de 26 de maio a 14 de junho. Como resultado de um empate de pontos entre quatro lutadores (com Jyushin Thunder Liger também empatado, mas sendo eliminado devido a uma lesão), os quatro lutadores participaram de um torneio eliminatório para desafiar o primeiro colocado Pegasus Kid (mais conhecido como Chris Benoit) na final; o vencedor acabou sendo El Samurai, que acabou sendo derrotado na final do torneio por Pegasus Kid. Pegasus tornou-se o primeiro lutador estrangeiro a ganhar o torneio como resultado. Ele então desafiou sem sucesso o campeão Liger em 8 de agosto. Eddie Guerrero participou do torneio de 1992 com o seu nome real, mas participou do torneio de 1993 como "Black Tiger"
| Lutador               | Pontos |
| --------------------- | ------ |
| Pegasus Kid           | 14     |
| El Samurai            | 12     |
| Dean Malenko          | 12     |
| Flyin' Scorpio        | 12     |
| Black Tiger II        | 12     |
| Jyushin Thunder Liger | 12     |
| David Finlay          | 10     |
| Norio Honaga          | 10     |
| Lightning Kid         | 8      |
| Shinjiro Otani        | 4      |
| Masao Orihara         | 4      |

|  | Quartas de final | Quartas de final | Quartas de final |  |  | Semifinais | Semifinais   | Semifinais |  |  | Finais | Finais      | Finais |
|  |                  |                  |                  |  |  |            |              |            |  |  |        |             |        |
|  |                  |                  |                  |  |  | 3          | Dean Malenko | Pin        |  |  |        |             |        |
|  | 5                | Black Tiger II   | Sub              |  |  | 2          | El Samurai   |            |  |  |        |             |        |
|  | 3                | Dean Malenko     |                  |  |  |            |              |            |  |  | 1      | Pegasus Kid | Pin    |
|  |                  |                  |                  |  |  |            |              |            |  |  | 2      | El Samurai  | 18:44  |
|  |                  |                  |                  |  |  | 2          |              |            |  |  |        |             |        |
|  |                  |                  |                  |  |  | 3          |              |            |  |  |        |             |        |

## 1994
O Best of the Super Juniors de 1994 foi o primeiro torneio a ser realizado sob esse nome, e contou com 11 lutadores participando do torneio que ocorreu de 26 de maio a 3 de junho. Jyushin Thunder Liger venceu o torneio mais uma vez enquanto era o Junior Heavyweight champion, e também se tornou o primeiro lutador á vencer o torneio duas vezes. Nativos indígenas incluíram  Super Delfin e Taka Michinoku de Michinoku Pro Wrestling e Masayoshi Motegi da Wrestle Dream Factory.
| Lutador               | Pontos |
| --------------------- | ------ |
| Jyushin Thunder Liger | 14     |
| Super Delfin          | 14     |
| El Samurai            | 12     |
| Wild Pegasus          | 12     |
| Black Tiger II        | 12     |
| Dean Malenko          | 12     |
| Shinjiro Otani        | 10     |
| Tokimitsu Ishizawa    | 8      |
| David Finlay          | 8      |
| Taka Michinoku        | 4      |
| Masayoshi Motegi      | 2      |

|  | Final |                       |       |
|  |       |                       |       |
|  | 1     | Jyushin Thunder Liger | Pin   |
|  | 2     | Super Delfin          | 18:29 |

## 1995
O Best of the Super Juniors de 1995 contou com 14 lutadores participando do torneio, que ocorreu de 23 de junho a 13 de julho. Como Jyushin Thunder Liger no ano anterior, Wild Pegasus (anteriormente Pegasus Kid) venceu o torneio pela segunda vez, se tornando o primeiro gaijin ("estrangeiro") a fazer isso até Prince Devitt que conquistou o torneio em 2010. Assim como em 1993, Pegasus falhou em sua chance pelo título, desta vez contra Koji Kanemoto em 25 de setembro de 1995. Gran Hamada daMichinoku Pro Wrestling era o nativo convidado.
| Lutador        | Pontos |
| -------------- | ------ |
| Wild Pegasus   | 10     |
| Shinjiro Otani | 10     |
| Black Tiger II | 10     |
| Koji Kanemoto  | 10     |
| Dean Malenko   | 8      |
| Gran Hamada    | 8      |
| Brian Pillman  | 8      |
| El Samurai     | 8      |
| Alex Wright    | 8      |
| Norio Honaga   | 4      |

|  | Semifinais | Semifinais     | Semifinais |                |       | Final        | Final | Final |  |
|  |            |                |            |                |       |              |       |       |  |
|  | 1          | Wild Pegasus   | Pin        |                |       |              |       |       |  |
|  | 1          | Wild Pegasus   | Pin        |                |       |              |       |       |  |
|  | 3          | Black Tiger II | 16:37      |                |       |              |       |       |  |
|  | 3          | Black Tiger II | 16:37      |                | 1     | Wild Pegasus | Pin   |       |  |
|  |            |                |            |                | 1     | Wild Pegasus | Pin   |       |  |
|  |            |                | 2          | Shinjiro Otani | 19:16 |              |       |       |  |
|  | 2          | Shinjiro Otani | 2          | Shinjiro Otani | 19:16 | Pin          |       |       |  |
|  | 2          | Shinjiro Otani |            |                |       |              |       |       |  |
|  | 4          | Koji Kanemoto  | 15:24      |                |       |              |       |       |  |

## 1996
O Best of the Super Juniors de 1996 ocorreu de 24 de maio a 12 de junho, e foi o primeiro á usar o formato com dois blocos, com sete lutadores em cada bloco. O vencedor, Black Tiger, desafiaria sem sucesso The Great Sasuke pelo título em 17 de junho de 1996. Observe que algumas pontuações do torneio para lutadores de menor escalão são desconhecidas.
| Bloco A             | Bloco A | Bloco B               | Bloco B |
| ------------------- | ------- | --------------------- | ------- |
| El Samurai          | 10      | Black Tiger II        | 10      |
| Wild Pegasus        | 10      | Jyushin Thunder Liger | 8       |
| Tatsuhito Takaiwa   | 8       | Shinjiro Otani        | 6       |
| Franz Schumann      | 2       | Dean Malenko          | 6       |
| Emilio Charles, Jr. | 2       | Norio Honaga          | ?       |
| Mr. J.L.            | 2       | Tokimitsu Ishizawa    | 4       |
| Koji Kanemoto       | 2       | Villano IV            | ?       |

|  | Semifinais | Semifinais            | Semifinais |                |       | Final                 | Final | Final |  |
|  |            |                       |            |                |       |                       |       |       |  |
|  | A1         | El Samurai            | Pin        |                |       |                       |       |       |  |
|  | A1         | El Samurai            | Pin        |                |       |                       |       |       |  |
|  | B2         | Jyushin Thunder Liger | 15:11      |                |       |                       |       |       |  |
|  | B2         | Jyushin Thunder Liger | 15:11      |                | B2    | Jyushin Thunder Liger | Pin   |       |  |
|  |            |                       |            |                | B2    | Jyushin Thunder Liger | Pin   |       |  |
|  |            |                       | B1         | Black Tiger II | 18:44 |                       |       |       |  |
|  | B1         | Black Tiger II        | B1         | Black Tiger II | 18:44 | Pin                   |       |       |  |
|  | B1         | Black Tiger II        |            |                |       |                       |       |       |  |
|  | A2         | Wild Pegasus          | 20:17      |                |       |                       |       |       |  |

## 1997
O Best of the Super Juniors de 1997 contou com 14 lutadores participando do torneio no formato com dois blocos, e ocorreu de 16 de maio a 5 de junho. Esse e o torneio seguinte em 1998 utilizaram um sistema de pontos que contabilizou apenas um ponto para uma vitória, e zero para um empate ou uma derrota. O vencedor, El Samurai, derrotou Jyushin Thunder Liger pelo título em 6 de junho. Os nativos convidados incluíram Gran Naniwa e Hanzo Nakajima da Michinoku Pro Wrestling e Yoshihiro Tajiri da Big Japan Pro Wrestling.
| Bloco A               | Bloco A | Bloco B          | Bloco B |
| --------------------- | ------- | ---------------- | ------- |
| Koji Kanemoto         | 5       | El Samurai       | 5       |
| Jyushin Thunder Liger | 4       | Shinjiro Otani   | 4       |
| Tatsuhito Takaiwa     | 4       | Chris Jericho    | 4       |
| Gran Naniwa           | 3       | Hanzo Nakajima   | 3       |
| Dr. Wagner, Jr.       | 2       | Yoshihiro Tajiri | 3       |
| Doc Dean              | 2       | Scorpio, Jr.     | 1       |
| Chavo Guerrero, Jr.   | 1       | Robbie Brookside | 1       |

| Bloco A                      | Dean              | Guerrero          | Kanemoto         | Jyushin Thunder Liger\|Liger | Naniwa           | Takaiwa         | Wagner          |
| ---------------------------- | ----------------- | ----------------- | ---------------- | ---------------------------- | ---------------- | --------------- | --------------- |
| Dean                         | —                 | Dean (16:04)      | Kanemoto (10:27) | Dean (11:51)                 | Naniwa (12:29)   | Takaiwa (11:36) | Wagner (7:29)   |
| Guerrero                     | Dean (16:04)      | —                 | Kanemoto (15:12) | Liger (10:20)                | Guerrero (11:05) | Takaiwa (12:14) | Wagner (11:13)  |
| Kanemoto                     | Kan. (10:27)      | Kan. (15:12)      | —                | Kan. (16:32)                 | Kan. (14:53)     | Takaiwa (18:09) | Kan. (12:11)    |
| Jyushin Thunder Liger\|Liger | Dean (11:51)      | Liger (10:20)     | Kanemoto (16:32) | —                            | Liger (16:32)    | Liger (15:53)   | Liger (12:59)   |
| Naniwa                       | Naniwa (12:29)    | Guerrero (11:05)  | Kanemoto (14:53) | Liger (16:32)                | —                | Naniwa (15:41)  | Naniwa (12:39)  |
| Takaiwa                      | Takaiwa (11:36)   | Takaiwa (12:14)   | Takaiwa (18:09)  | Liger (15:53)                | Naniwa (15:41)   | —               | Takaiwa (9:53)  |
| Wagner                       | Wagner (7:29)     | Wagner (11:13)    | Kanemoto (12:11) | Liger (12:59)                | Naniwa (12:39)   | Takaiwa (9:53)  | —               |
| Bloco B                      | Brookside         | Jericho           | Nakajima         | Otani                        | El Samurai       | Scorpio         | Tajiri          |
| Brookside                    | —                 | Brookside (13:43) | Nakajima (12:23) | Otani (15:31)                | Samurai (11:32)  | Scorpio (10:07) | Tajiri (11:34)  |
| Jericho                      | Brookside (13:43) | —                 | Jericho (10:53)  | Otani (12:59)                | Jericho (15:12)  | Jericho (11:16) | Jericho (13:36) |
| Nakajima                     | Nakajima (12:23)  | Jericho (10:53)   | —                | Otani (12:26)                | Samurai (14:30)  | Nakajima (8:05) | Nakajima (9:18) |
| Otani                        | Otani (15:31)     | Otani (12:59)     | Otani (12:26)    | —                            | Samurai (18:35)  | Otani (7:55)    | Tajiri (11:44)  |
| Samurai                      | Samurai (11:32)   | Jericho (15:12)   | Samurai (14:30)  | Samurai (18:35)              | —                | Samurai (9:00)  | Samurai (13:42) |
| Scorpio                      | Scorpio (10:07)   | Jericho (11:16)   | Nakajima (8:05)  | Otani (7:55)                 | Samurai (9:00)   | —               | Tajiri (9:16)   |
| Tajiri                       | Tajiri (11:34)    | Jericho (13:36)   | Nakajima (9:18)  | Tajiri (11:44)               | Samurai (13:42)  | Tajiri (9:16)   | —               |

|  | Final |               |       |
|  |       |               |       |
|  | A1    | Koji Kanemoto | Pin   |
|  | B1    | El Samurai    | 23:51 |

## 1998
O Best of the Super Juniors de 1998 contou com 12 lutadores participando do torneio no formato com dois blocos, e ocorreu de 16 de maio a 3 de junho. Assim como no ano anterior, o torneio usou um sistema de pontos mais simples, incluindo um ponto para uma vitória e zero para empate ou derrota. O vencedor, Koji Kanemoto, desafiou sem sucesso o campeão, Jyushin Thunder Liger, em 15 de julho, sendo também derrotado em uma revanche no dia 4 de janeiro de 1999, antes de derrotar Liger pelo título em 17 de março 1999.
| Bloco A               | Bloco A | Bloco B        | Bloco B |
| --------------------- | ------- | -------------- | ------- |
| Dr. Wagner, Jr.       | 4       | Koji Kanemoto  | 4       |
| Jyushin Thunder Liger | 3       | Shiryu         | 3       |
| El Samurai            | 3       | Kendo Kashin   | 3       |
| Shinjiro Otani        | 2       | El Felino      | 2       |
| Tatsuhito Takaiwa     | 2       | Nanjyo Hayato  | 2       |
| Masakazu Fukuda       | 1       | Yuji Yasuraoka | 1       |

|  | Final |                 |       |
|  |       |                 |       |
|  | A1    | Dr. Wagner, Jr. | Pin   |
|  | B1    | Koji Kanemoto   | 26:17 |

## 1999
O Best of the Super Juniors de 1999 contou com 12 lutadores participando do torneio no formato com dois blocos, e ocorreu de 19 de maio a 8 de junho. O vencedor, Kendo Kashin, derrotaria o campeão Koji Kanemoto pelo título em 28 de agosto, á quem ele também derrotou na final do BOSJ. Kanemoto tornou-se a primeira pessoa a chegar à final três anos seguidos.
| Bloco A               | Bloco A | Bloco B         | Bloco B |
| --------------------- | ------- | --------------- | ------- |
| Koji Kanemoto         | 8       | Kendo Kashin    | 8       |
| Gran Hamada           | 6       | Shinjiro Otani  | 7       |
| Jyushin Thunder Liger | 6       | El Samurai      | 5       |
| Masaaki Mochizuki     | 4       | Dr. Wagner, Jr. | 4       |
| Tatsuhito Takaiwa     | 4       | Minoru Tanaka   | 4       |
| Super Shocker         | 2       | Masao Orihara   | 2       |

| Bloco A               | Gran Hamada      | Koji Kanemoto    | Jyushin Thunder Liger | Masaaki Mochizuki | Super Shocker     | Tatsuhito Takaiwa |
| --------------------- | ---------------- | ---------------- | --------------------- | ----------------- | ----------------- | ----------------- |
| Gran Hamada           | —                | Kanemoto (15:46) | Hamada (10:08)        | Hamada (10:47)    | Hamada (10:17)    | Takaiwa (12:32)   |
| Koji Kanemoto         | Kanemoto (15:46) | —                | Liger (20:29)         | Kanemoto (9:40)   | Kanemoto (10:19)  | Kanemoto (13:29)  |
| Jyushin Thunder Liger | Hamada (10:08)   | Liger (20:29)    | —                     | Liger (11:13)     | Liger (13:59)     | Takaiwa (17:47)   |
| Masaaki Mochizuki     | Hamada (10:47)   | Kanemoto (9:40)  | Liger (11:13)         | —                 | Mochizuki (10:44) | Mochizuki (13:11) |
| Super Shocker         | Hamada (10:17)   | Kanemoto (10:19) | Liger (13:59)         | Mochizuki (10:44) | —                 | Shocker (13:50)   |
| Tatsuhito Takaiwa     | Takaiwa (12:32)  | Kanemoto (13:29) | Takaiwa (17:47)       | Mochizuki (13:11) | Shocker (13:50)   | —                 |
| Bloco B               | Kendo Kashin     | Masao Orihara    | Shinjiro Otani        | El Samurai        | Minoru Tanaka     | Dr. Wagner, Jr.   |
| Kendo Kashin          | —                | Kashin (7:06)    | Otani (9:34)          | Kashin (10:00)    | Kashin (10:21)    | Kashin (8:58)     |
| Masao Orihara         | Kashin (7:06)    | —                | Otani (9:37)          | Samurai (12:52)   | Orihara (10:52)   | Wagner (10:08)    |
| Shinjiro Otani        | Otani (9:34)     | Otani (9:37)     | —                     | Draw (30:00)      | Tanaka (13:57)    | Otani (11:19)     |
| El Samurai            | Kashin (10:00)   | Samurai (12:52)  | Draw (30:00)          | —                 | Tanaka (10:32)    | Samurai (11:42)   |
| Minoru Tanaka         | Kashin (10:21)   | Orihara (10:52)  | Tanaka (13:57)        | Tanaka (10:32)    | —                 | Wagner (10:09)    |
| Dr. Wagner, Jr.       | Kashin (8:58)    | Wagner (10:08)   | Otani (11:19)         | Samurai (11:42)   | Wagner (10:09)    | —                 |

|  | Final |               |       |
|  |       |               |       |
|  | A1    | Koji Kanemoto | Sub   |
|  | B1    | Kendo Kashin  | 13:15 |

## 2000
O Best of the Super Juniors de 2000 contou com 12 lutadores participando do torneio no formato com dois blocos, e ocorreu de 19 de maio a 9 de junho. O vencedor, Tatsuhito Takaiwa, derrotou Jyushin Thunder Liger pelo título em 20 de julho de 2000, o que marcou o último reinado de Liger com o título.
| Bloco A           | Bloco A | Bloco B        | Bloco B |
| ----------------- | ------- | -------------- | ------- |
| Tatsuhito Takaiwa | 8       | Shinjiro Otani | 10      |
| Gran Hamada       | 6       | Minoru Tanaka  | 6       |
| Koji Kanemoto     | 6       | Kendo Kashin   | 6       |
| El Samurai        | 4       | Katsumi Usuda  | 4       |
| Dr. Wagner, Jr.   | 4       | Kid Romeo      | 2       |
| Shinya Makabe     | 2       | Minoru Fujita  | 2       |

| Bloco A           | Gran Hamada    | Koji Kanemoto    | Shinya Makabe    | El Samurai      | Tatsuhito Takaiwa | Dr. Wagner, Jr. |
| ----------------- | -------------- | ---------------- | ---------------- | --------------- | ----------------- | --------------- |
| Gran Hamada       | —              | Hamada (13:00)   | Hamada (8:37)    | Hamada (8:16)   | Takaiwa (6:39)    | Wagner (10:24)  |
| Koji Kanemoto     | Hamada (13:00) | —                | Kanemoto (10:37) | Kanemoto (8:14) | Kanemoto (14:04)  | Wagner (10:30)  |
| Shinya Makabe     | Hamada (8:37)  | Kanemoto (10:37) | —                | Samurai (9:52)  | Takaiwa (11:11)   | Makabe (12:38)  |
| El Samurai        | Hamada (8:16)  | Kanemoto (8:14)  | Samurai (9:52)   | —               | Takaiwa (9:34)    | Samurai (13:51) |
| Tatsuhito Takaiwa | Takaiwa (6:39) | Kanemoto (14:04) | Takaiwa (11:11)  | Takaiwa (9:34)  | —                 | Takaiwa (13:06) |
| Dr. Wagner, Jr.   | Wagner (10:24) | Wagner (10:30)   | Makabe (12:38)   | Samurai (13:51) | Takaiwa (13:06)   | —               |
| Bloco B           | Minoru Fujita  | Kendo Kashin     | Kid Romeo        | Shinjiro Otani  | Minoru Tanaka     | Katsumi Usuda   |
| Minoru Fujita     | —              | Kashin (5:56)    | Romeo (6:06)     | Otani (9:16)    | Tanaka (11:20)    | Fujita (10:08)  |
| Kendo Kashin      | Kashin (5:56)  | —                | Kashin (4:51)    | Otani (9:59)    | Tanaka (9:10)     | Kashin (8:30)   |
| Kid Romeo         | Romeo (6:06)   | Kashin (4:51)    | —                | Otani (5:37)    | Tanaka (5:15)     | Usuda (6:16)    |
| Shinjiro Otani    | Otani (9:16)   | Otani (9:59)     | Otani (5:37)     | —               | Otani (12:14)     | Otani (12:55)   |
| Minoru Tanaka     | Tanaka (11:20) | Tanaka (9:10)    | Tanaka (5:15)    | Otani (12:14)   | —                 | Usuda (11:56)   |
| Katsumi Usuda     | Fujita (10:08) | Kashin (8:30)    | Usuda (6:16)     | Otani (12:55)   | Usuda (11:56)     | —               |

|  | Final |                   |       |
|  |       |                   |       |
|  | A1    | Tatsuhito Takaiwa | Pin   |
|  | B1    | Shinjiro Otani    | 18:35 |

## 2001
O Best of the Super Juniors de 2001 contou com 12 lutadores participando do torneio no formato com dois blocos, e ocorreu de 18 de maio a 4 de junho. Com sua conquista, Jyushin Thunder Liger se tornou também a primeira pessoa a vencer o torneio três vezes, e o primeiro a não perder nenhuma luta durante o torneio. Por razões desconhecidas, Liger não recebeu sua luta pelo título como recompensa por sua vitória.
| Bloco A               | Bloco A | Bloco B           | Bloco B |
| --------------------- | ------- | ----------------- | ------- |
| Jyushin Thunder Liger | 10      | Minoru Tanaka     | 8       |
| El Samurai            | 6       | Akira             | 6       |
| Silver King           | 6       | Super Shocker     | 6       |
| Chris Candido         | 4       | Dr. Wagner, Jr.   | 6       |
| Gran Naniwa           | 4       | Shinya Makabe     | 4       |
| Wataru Inoue          | 0       | Katsuyori Shibata | 0       |

| Bloco A               | Chris Candido  | Wataru Inoue    | Jyushin Thunder Liger | Gran Naniwa     | El Samurai      | Silver King     |
| --------------------- | -------------- | --------------- | --------------------- | --------------- | --------------- | --------------- |
| Chris Candido         | —              | Candido (5:10)  | Liger (5:48)          | Candido (8:01)  | Samurai (4:53)  | King (7:40)     |
| Wataru Inoue          | Candido (5:10) | —               | Liger (13:56)         | Naniwa (10:48)  | Samurai (14:29) | King (8:26)     |
| Jyushin Thunder Liger | Liger (5:48)   | Liger (13:56)   | —                     | Liger (14:05)   | Liger (13:26)   | Liger (12:32)   |
| Gran Naniwa           | Candido (8:01) | Naniwa (10:48)  | Liger (14:05)         | —               | Naniwa (11:29)  | King (10:01)    |
| El Samurai            | Samurai (4:53) | Samurai (14:29) | Liger (13:26)         | Naniwa (11:29)  | —               | Samurai (10:33) |
| Silver King           | King (7:40)    | King (8:26)     | Liger (12:32)         | King (10:01)    | Samurai (10:33) | —               |
| Bloco B               | Akira          | Shinya Makabe   | Katsuyori Shibata     | Super Shocker   | Minoru Tanaka   | Dr. Wagner, Jr. |
| Akira                 | —              | Makabe (10:15)  | Akira (6:18)          | Akira (10:10)   | Akira (23:22)   | Wagner (11:38)  |
| Shinya Makabe         | Makabe (10:15) | —               | Makabe (6:23)         | Shocker (9:41)  | Tanaka (16:34)  | Wagner (9:03)   |
| Katsuyori Shibata     | Akira (6:18)   | Makabe (6:23)   | —                     | Shocker (9:07)  | Tanaka (6:24)   | Wagner (9:28)   |
| Super Shocker         | Akira (10:10)  | Shocker (9:41)  | Shocker (9:07)        | —               | Tanaka (12:53)  | Shocker (14:23) |
| Minoru Tanaka         | Akira (23:22)  | Tanaka (16:34)  | Tanaka (6:24)         | Tanaka (12:53)  | —               | Tanaka (14:45)  |
| Dr. Wagner, Jr.       | Wagner (11:38) | Wagner (9:03)   | Wagner (9:28)         | Shocker (14:23) | Tanaka (14:45)  | —               |

|  | Final |                       |       |
|  |       |                       |       |
|  | A1    | Jyushin Thunder Liger | Pin   |
|  | B1    | Minoru Tanaka         | 26:12 |

## 2002
O Best of the Super Juniors de 2002 contou com 14 lutadores participando do torneio no formato com dois blocos, e ocorreu de 18 de maio a 5 de junho. Mais uma vez, utilizou-se o sistema usado em 1997-98 de um ponto para uma vitória e zero para empate ou derrota. O duas vezes vencedor, Koji Kanemoto, derrotou o campeão Minoru Tanaka pelo título em 19 de julho, o mesmo homem que ele já havia derrotado na final do torneio.
```
Black Tiger
 que havia lutado no evento em 2002 não era Eddie Guerrero que havia lutado anteriormente no torneio com esse nome, mas o 
luchador
 
Silver King
, que assumiu o personagem no ano anterior.
[
15
]
```

| Bloco A               | Bloco A | Bloco B         | Bloco B |
| --------------------- | ------- | --------------- | ------- |
| Koji Kanemoto         | 4       | Minoru Tanaka   | 4       |
| Jyushin Thunder Liger | 4       | El Samurai      | 4       |
| Katsuyori Shibata     | 3       | Gedo            | 3       |
| Black Tiger III       | 3       | Masayuki Naruse | 3       |
| Masahito Kakihara     | 3       | Akira           | 3       |
| Curry Man             | 2       | Tiger Mask IV   | 3       |
| Jado                  | 1       | Wataru Inoue    | 2       |

| Bloco A                      | B. Tiger         | Curry            | Jado               | Kakihara           | Kanemoto         | Jyushin Thunder Liger\|Liger | Shibata           |
| ---------------------------- | ---------------- | ---------------- | ------------------ | ------------------ | ---------------- | ---------------------------- | ----------------- |
| B. Tiger                     | —                | Curry (8:46)     | B. Tiger (5:00)    | B. Tiger (8:20)    | B. Tiger (13:35) | Liger (13:30)                | Shibata (8:20)    |
| Curry                        | Curry (8:46)     | —                | Jado (10:47)       | Kakihara (9:23)    | Kanemoto (10:50) | Liger (12:58)                | Curry (7:14)      |
| Jado                         | B. Tiger (5:00)  | Jado (10:47)     | —                  | Kakihara (forfeit) | Kanemoto (12:06) | Draw (3:10)                  | Shibata (forfeit) |
| Kakihara                     | B. Tiger (8:20)  | Kakihara (9:23)  | Kakihara (forfeit) | —                  | Kakihara (12:28) | Liger (14:06)                | Shibata (5:39)    |
| Kanemoto                     | B. Tiger (13:35) | Kanemoto (10:50) | Kanemoto (12:06)   | Kakihara (12:28)   | —                | Kanemoto (17:17)             | Kanemoto (6:12)   |
| Jyushin Thunder Liger\|Liger | Liger (13:30)    | Liger (12:58)    | Draw (3:10)        | Liger (14:06)      | Kanemoto (17:17) | —                            | Liger (9:45)      |
| Shibata                      | Shibata (8:20)   | Curry (7:14)     | Shibata (forfeit)  | Shibata (5:39)     | Kanemoto (6:12)  | Liger (9:45)                 | —                 |
| Bloco B                      | Akira            | Gedo             | Inoue              | Naruse             | Samurai          | Tanaka                       | T. Mask           |
| Akira                        | —                | Gedo (11:12)     | Akira (7:47)       | Naruse (9:37)      | Samurai (11:48)  | Akira (16:13)                | Akira (10:36)     |
| Gedo                         | Gedo (11:12)     | —                | Inoue (11:19)      | Gedo (10:41)       | Samurai (13:25)  | Gedo (12:51)                 | T. Mask (14:49)   |
| Inoue                        | Akira (7:47)     | Inoue (11:19)    | —                  | Naruse (10:23)     | Inoue (7:21)     | Tanaka (8:13)                | T. Mask (8:16)    |
| Naruse                       | Naruse (9:37)    | Gedo (10:41)     | Naruse (10:23)     | —                  | Samurai (9:19)   | Tanaka (12:14)               | Naruse (6:54)     |
| Samurai                      | Samurai (11:48)  | Samurai (13:25)  | Inoue (7:21)       | Samurai (9:19)     | —                | Tanaka (13:01)               | T. Mask (12:08)   |
| Tanaka                       | Akira (16:13)    | Gedo (12:51)     | Tanaka (8:13)      | Tanaka (12:14)     | Tanaka (13:01)   | —                            | Tanaka (10:22)    |
| T. Mask                      | Akira (10:36)    | T. Mask (14:49)  | T. Mask (8:16)     | Naruse (6:54)      | T. Mask (12:08)  | Tanaka (10:22)               | —                 |

|  | Final |               |       |
|  |       |               |       |
|  | A1    | Koji Kanemoto | Pin   |
|  | B1    | Minoru Tanaka | 14:12 |

## 2003
O Best of the Super Juniors de 2003 contou com 14 lutadores participando do torneio no formato com dois blocos, e ocorreu de 23 de maio a 11 de junho. Nesta edição foi introduzido o sistema moderno onde os dois melhores pontuadores de cada bloco avançavam para as semifinais, com Masahito Kakihara ganhando o torneio. O vencedor, desafiou sem sucesso o campeão Tiger Mask IV em 6 de julho, apesar de ter o derrotado no torneio.
| Bloco A               | Bloco A | Bloco B           | Bloco B |
| --------------------- | ------- | ----------------- | ------- |
| Akira                 | 10      | Koji Kanemoto     | 8       |
| Takashi Sugiura       | 8       | Masahito Kakihara | 8       |
| Jyushin Thunder Liger | 8       | Tiger Mask IV     | 8       |
| Minoru Fujita         | 8       | Masayuki Naruse   | 6       |
| Ebessan               | 4       | Stampede Kid      | 4       |
| Gedo                  | 4       | El Samurai        | 4       |
| Ryusuke Taguchi       | 0       | Jado              | 4       |

| Bloco A  | Akira           | Ebessan          | Fujita           | Gedo             | Jyushin Thunder Liger\|Liger | Sugiura         | Taguchi          |
| -------- | --------------- | ---------------- | ---------------- | ---------------- | ---------------------------- | --------------- | ---------------- |
| Akira    | —               | Akira (8:24)     | Fujita (12:34)   | Akira (11:49)    | Akira (16:04)                | Akira (12:10)   | Akira (8:34)     |
| Ebessan  | Akira (8:24)    | —                | Fujita (8:24)    | Ebessan (9:09)   | Liger (10:56)                | Sugiura (11:52) | Ebessan (7:14)   |
| Fujita   | Fujita (12:34)  | Fujita (8:24)    | —                | Fujita (11:41)   | Liger (11:27)                | Sugiura (11:27) | Fujita (10:26)   |
| Gedo     | Akira (11:49)   | Ebessan (9:09)   | Fujita (11:41)   | —                | Liger (14:09)                | Gedo (12:16)    | Gedo (8:39)      |
| Liger    | Akira (16:04)   | Liger (10:56)    | Liger (11:27)    | Liger (14:09)    | —                            | Sugiura (12:06) | Liger (6:53)     |
| Sugiura  | Akira (12:10)   | Sugiura (11:52)  | Sugiura (11:27)  | Gedo (12:16)     | Sugiura (12:06)              | —               | Sugiura (9:13)   |
| Taguchi  | Akira (8:34)    | Ebessan (7:14)   | Fujita (10:26)   | Gedo (8:39)      | Liger (6:53)                 | Sugiura (9:13)  | —                |
| Bloco B  | Jado            | Kakihara         | Kanemoto         | Naruse           | Samurai                      | Stampede        | T. Mask          |
| Jado     | —               | Kakihara (6:56)  | Jado (5:23)      | Jado (7:38)      | Samurai (12:26)              | Stampede (5:13) | T. Mask (9:59)   |
| Kakihara | Kakihara (6:56) | —                | Kanemoto (11:07) | Naruse (9:15)    | Kakihara (8:13)              | Kakihara (7:06) | Kakihara (10:31) |
| Kanemoto | Jado (5:23)     | Kanemoto (11:07) | —                | Kanemoto (10:56) | Samurai (8:29)               | Kanemoto (8:50) | Kanemoto (10:45) |
| Naruse   | Jado (7:38)     | Naruse (9:15)    | Kanemoto (10:56) | —                | Naruse (9:07)                | Naruse (9:09)   | T. Mask (10:05)  |
| Samurai  | Samurai (12:26) | Kakihara (8:13)  | Samurai (8:29)   | Naruse (9:07)    | —                            | Stampede (9:41) | T. Mask (12:09)  |
| Stampede | Stampede (5:13) | Kakihara (7:06)  | Kanemoto (8:50)  | Naruse (9:09)    | Stampede (9:41)              | —               | T. Mask (7:38)   |
| T. Mask  | T. Mask (9:59)  | Kakihara (10:31) | Kanemoto (10:45) | T. Mask (10:05)  | T. Mask (12:09)              | T. Mask (7:38)  | —                |

|  | Semifinais | Semifinais        | Semifinais |               |       | Final             | Final | Final |  |
|  |            |                   |            |               |       |                   |       |       |  |
|  | A1         | Akira             | Sub        |               |       |                   |       |       |  |
|  | A1         | Akira             | Sub        |               |       |                   |       |       |  |
|  | B2         | Masahito Kakihara | 8:28       |               |       |                   |       |       |  |
|  | B2         | Masahito Kakihara | 8:28       |               | B2    | Masahito Kakihara | Pin   |       |  |
|  |            |                   |            |               | B2    | Masahito Kakihara | Pin   |       |  |
|  |            |                   | B1         | Koji Kanemoto | 15:33 |                   |       |       |  |
|  | B1         | Koji Kanemoto     | B1         | Koji Kanemoto | 15:33 | Sub               |       |       |  |
|  | B1         | Koji Kanemoto     |            |               |       |                   |       |       |  |
|  | A2         | Takashi Sugiura   | 12:48      |               |       |                   |       |       |  |

## 2004
O Best of the Super Juniors de 2004 contou com 16 lutadores participando do torneio no formato com dois blocos, e ocorreu de 22 de maio a 13 de junho. Apresentou uma estrutura única de outros anos: o maior pontuador de cada bloco avançaria para as semifinais, enquanto os segundo e terceiro colocados em cada bloco começariam nas quartas de final. Jyushin Thunder Liger, depois de terminar em primeiro no Bloco A, foi forçado a se retirar do torneio devido a uma lesão na coluna, fazendo com que American Dragon avançasse para as semifinais em seu lugar. O eventual vencedor, Tiger Mask IV, desafiou sem sucesso o campeão Heat pelo título em 19 de julho, embora ele o vencesse em uma revanche em 4 de janeiro de 2005.
| Bloco A                            | Bloco A | Bloco B            | Bloco B |
| ---------------------------------- | ------- | ------------------ | ------- |
| Jyushin Thunder Liger (retirou-se) | 9       | Tiger Mask IV      | 12      |
| American Dragon                    | 9       | Último Dragón      | 11      |
| Masahito Kakihara                  | 9       | Heat               | 10      |
| Koji Kanemoto                      | 7       | Masayuki Naruse    | 10      |
| El Samurai                         | 7       | Rocky Romero       | 7       |
| Big Boss Ma-g-ma                   | 7       | Garuda             | 3       |
| Wataru Inoue                       | 4       | Katsuhiko Nakajima | 2       |
| Ryusuke Taguchi                    | 4       | Curry Man          | 1       |

| Bloco A  | Dragon            | Inoue            | Kakihara         | Kanemoto         | Jyushin Thunder Liger\|Liger | Ma-g-ma          | Samurai          | Taguchi           |
| -------- | ----------------- | ---------------- | ---------------- | ---------------- | ---------------------------- | ---------------- | ---------------- | ----------------- |
| Dragon   | —                 | Dragon (12:34)   | Dragon (9:44)    | Dragon (11:51)   | Liger (13:10)                | Ma-g-ma (14:35)  | Dragon (12:58)   | Draw (20:00)      |
| Inoue    | Dragon(12:34)     | —                | Kakihara (10:37) | Inoue (11:44)    | Liger (5:46)                 | Ma-g-ma (11:16)  | Samurai (10:39)  | Inoue (10:19)     |
| Kakihara | Dragon (9:44)     | Kakihara (10:37) | —                | Kakihara (10:55) | Draw (20:00)                 | Kakihara (10:33) | Samurai (9:50)   | Kakihara (7:32)   |
| Kanemoto | Dragon (11:51)    | Inoue (11:44)    | Kakihara (10:55) | —                | Kanemoto (16:33)             | Draw (20:00)     | Kanemoto (13:58) | Kanemoto (8:50)   |
| Liger    | Liger (13:10)     | Liger (5:46)     | Draw (20:00)     | Kanemoto (16:33) | —                            | Liger (7:07)     | Liger (14:08)    | Taguchi (0:45)    |
| Ma-g-ma  | Ma-g-ma (14:35)   | Ma-g-ma (11:16)  | Kakihara (10:33) | Draw (20:00)     | Liger (7:07)                 | —                | Samurai (11:56)  | Ma-g-ma (8:48)    |
| Samurai  | Dragon (12:58)    | Samurai (10:39)  | Samurai (9:50)   | Kanemoto (13:58) | Liger (14:08)                | Samurai (11:56)  | —                | Draw (20:00)      |
| Taguchi  | Draw (20:00)      | Inoue (10:19)    | Kakihara (7:32)  | Kanemoto (8:50)  | Taguchi (0:45)               | Ma-g-ma (8:48)   | Draw (20:00)     | —                 |
| Bloco B  | Curry             | Dragón           | Garuda           | HEAT             | Nakajima                     | Naruse           | Romero           | T. Mask           |
| Curry    | —                 | Dragón (forfeit) | Draw (20:00)     | Heat (11:19)     | Nakajima (8:20)              | Naruse (forfeit) | Romero (forfeit) | T. Mask (forfeit) |
| Dragón   | Dragón (forfeit)  | —                | Dragón (8:46)    | Draw (20:00)     | Dragón (9:07)                | Naruse (11:06)   | Dragón (12:10)   | Dragón (12:01)    |
| Garuda   | Draw (20:00)      | Dragón (8:46)    | —                | Heat (5:11)      | Garuda (8:41)                | Naruse (11:06)   | Romero (9:55)    | T. Mask (10:42)   |
| Heat     | Heat (11:19)      | Draw (20:00)     | Heat (5:11)      | —                | Heat (11:26)                 | Heat (15:38)     | Draw (20:00)     | T. Mask (14:08)   |
| Nakajima | Nakajima (8:20)   | Dragón (9:07)    | Garuda (8:41)    | Heat (11:26)     | —                            | Naruse (1:41)    | Romero (8:39)    | T. Mask (7:11)    |
| Naruse   | Naruse (forfeit)  | Naruse (11:06)   | Naruse (11:06)   | Heat (15:38)     | Naruse (1:41)                | —                | Naruse (8:41)    | T. Mask (3:32)    |
| Romero   | Romero (forfeit)  | Dragón (12:10)   | Romero (9:55)    | Draw (20:00)     | Romero (8:39)                | Naruse (8:41)    | —                | T. Mask (13:14)   |
| T. Mask  | T. Mask (forfeit) | Dragón (12:01)   | T. Mask (10:42)  | T. Mask (14:08)  | T. Mask (7:11)               | T. Mask (3:32)   | T. Mask (13:14)  | —                 |

|  | Quartas de final | Quartas de final | Quartas de final |  |  | Semifinais | Semifinais      | Semifinais |  |  | Final | Final         | Final |
|  |                  |                  |                  |  |  |            |                 |            |  |  |       |               |       |
|  |                  |                  |                  |  |  | A1         | American Dragon | Sub        |  |  |       |               |       |
|  |                  |                  |                  |  |  | A3         | Koji Kanemoto   | 13:34      |  |  |       |               |       |
|  |                  |                  |                  |  |  |            |                 |            |  |  | A3    | Koji Kanemoto | Pin   |
|  |                  |                  |                  |  |  |            |                 |            |  |  | B1    | Tiger Mask IV | 11:26 |
|  |                  |                  |                  |  |  | B1         | Tiger Mask IV   | Pin        |  |  |       |               |       |
|  | B2               | Último Dragón    | Pin              |  |  | B3         | Heat            | 15:14      |  |  |       |               |       |
|  | A3               | Koji Kanemoto    | 5:30             |  |  |            |                 |            |  |  |       |               |       |